# Phyllis Hines
Phyllis Hines née le 23 septembre 1961 à Nashville, est une coureuse cycliste professionnelle américaine.

## Palmarès sur route
- 1985
  - 3e du Tour de France féminin
- 1986
  - Tour de l'Aude
    - Classement général
    - 2e étape

  - Six Jours de Saint-Ambroix
- 1987
  - Six Jours de Bagnols-sur-Ceze
- 1988
  -  Championne des États-Unis du contre-la-montre
  - Cascade Cycling Classic
- 1990
  - 14e étape du Women's Challenge
  - 2e de Omloop van 't Molenheike
- 1995
  - International Tour de Toona
    - Classement général
    - 3e étape

  - 5e étape de la Killington Stage Race
  - 2e de la Killington Stage Race
- 1996
  - 3e étape de Fitchburg Longsjo Classic

### Résultats sur les grands tours

#### Tour de France féminin
2 participations :
- 1986 : 32e
- 1989 : 17e